# Famille de Gaujal
La famille de Gaujal est une famille de la noblesse française, originaire de la province de Rouergue, éteinte en ligne masculine.
Cette famille a été anoblie au cours du XVIIIe siècle par la charge de conseiller correcteur en la Chambre des comptes de Montpellier exercées durant deux générations successives.
Elle compte parmi ses membres plusieurs magistrats sous l'Ancien Régime mais aussi au XIXe siècle dont des conseillers à la Cour de cassation. D'autres personnalités sont députés, général.

## Histoire
Gustave Chaix d'Est-Ange écrit : « La famille de Gaujal, aujourd'hui éteinte dans les mâles, était originaire du Rouergue où elle était anciennement et honorablement connue. Toutefois, elle fut longtemps dans une situation nobiliaire très douteuse et on ne voit pas qu'elle ait fait reconnaître sa noblesse par jugement lors des diverses recherches ordonnées par Louis XIV. »
La famille de Gaujal a compté différentes branches toutes éteintes de nos jours, l'aînée celle d'Issis éteinte au XVIIIe siècle, celle de Grandcombe éteinte au XVIIIe siècle, celle de La Ferrière éteinte au XVIIIe siècle, celle de Tholet éteinte au XIXe siècle.
Elle a possédé différents fiefs : Luzençon (hommage en 1612), Issis (acquisition en 1614 et hommage en 1627), Segonnac, Grandcombe, La Ferrière, Le Claux, La Blaquière, Tholet (acquisition en 1768).

### XVIIesiècle
Dès la première moitié du siècle la famille de Gaujal possède des seigneuries. Jacob de Gaujal est convoqué pour le ban et arrière-ban pour les années 1690 et suivantes et Jean de Gaujal, seigneur du Claux, est convoqué pour le ban et arrière-ban en 1693.

### XVIIIesiècle
Au XVIIIe siècle deux générations successives sont reçues dans la charge de conseiller correcteur en la Chambre des comptes de Montpellier (1729 et 1755) ce qui permet à cette famille d'accéder à la noblesse.
Des membres de cette famille servent dans la Maison militaire du roi de France.

### XIXesiècle
Au XIXe siècle deux générations successives sont nommées conseiller à la Cour de cassation, juridiction la plus élevée de l'ordre judiciaire français.
Des membres de cette famille sont également des hommes politiques dans le département de l'Aveyron (député, conseiller général, maire).
Marc-Antoine-François de Gaujal reçoit le titre héréditaire de baron par lettres patentes du 2 avril 1822.

## Filiation
- Jacob de Gaujal, en 1612 il rend hommage pour la terre de Luzençon dont il est seigneur, en 1614 il acquiert le fief d'Issis pour lequel il rend hommage en 1627, il épouse Suzanne d'Albis, ils ont quatre fils :
  - Jacques de Gaujal, seigneur d'Issis, marié à Isabeau de Salvan, dame de Cornus, d'où un fils mort sans postérité et une fille qui épouse en 1676 Michel d'Izarn, seigneur de Villefort
  - Pierre de Gaujal, seigneur de Segonnac, auteur de la branche dite des seigneurs de Grandcombe, il épouse Marguerite de Rochefort, dont :
    - Pierre de Gaujal, seigneur d'Issis, il abjure le calvinisme en 1635 avec tous les habitants de Millau, il épouse Marguerite de Crozat, sœur et héritière de Pierre de Crozat, seigneur de Grandcombe, ingénieur, il abandonne ses armoiries pour prendre celles de la famille de Crozat de Grandcombe, ils ont quatre fils officiers, dont l'aîné fut tué en 1705 à la bataille de Cassano, les trois autres eurent chacun une fille, Mesdames de Crespon de La Raffinie, de Carbon, de Blanc de La Guizardie

  - Jacob de Gaujal, né en 1615, seigneur de La Ferrière, coseigneur de Luzençon, dont un fils Jacob de Gaujal, seigneur de La Ferrière et coseigneur de Luzençon, convoqué pour le ban et l'arrière-ban en 1690 et années suivantes et qui mourut garçon (sans alliance) en 1716
  - Jean de Gaujal, seigneur du Claux, auteur d'une seconde branche, il épouse en 1643 Marthe de Conducher de Veyrac, ils ont entre autres enfants :
    - Étienne de Gaujal, seigneur du Claux, coseigneur de Luzençon, substitut à Millau du procureur général près le parlement de Toulouse, il épouse Françoise de Reynes de Prodéjac, fille du procureur du roi au bailliage de Millau, ils ont entre autres enfants :
      - Jean-Étienne de Gaujal, seigneur du Claux, garde du corps du roi en 1717 (compagnie d'Harcourt), major de Millau en 1724, conseiller correcteur en la Chambre des comptes de Montpellier en 1729, il meurt en 1747, il avait épousé Anne Roques, ils ont entre autres enfants :
        - Marc-Antoine de Gaujal, seigneur de La Blaquière et de La Plane, conseiller correcteur en la Chambre des comptes de Montpellier en 1755, il acquiert la baronnie de Tholet en 1768, il décède en 1782, il avait épousé Louise-Ursule de Beillert, sœur d'un chevalier de Saint-Louis, ils ont entre autres enfants :
          - Marc-Antoine Dominique de Gaujal, baron de Tholet, seigneur de La Blaquière et de La Plane, mousquetaire de la garde du roi, il meurt en 1786, il avait épousé en 1766 Marguerite Aldebert, ils ont six enfants dont :
            - Marc-Antoine-François de Gaujal (1772-1856), il épouse en 1809 une fille du baron Fabre qui est procureur général à la Cour de Montpellier, président à la Cour de Montpellier, il reçoit le titre héréditaire de baron par lettres patentes du 2 avril 1822, député de l'Hérault en 1830, conseiller à la Cour de cassation, chevalier de Saint-Louis (1814), officier de la Légion d'honneur, il décède en 1856, il a trois fils :
              - Marc-Eugène-Charles (1811-1872), baron de Gaujal, avocat général près la Cour impérial de Paris, il épouse en 1846 à Paris Joséphine-Mathilde La Fonta, conseiller général de l'Aveyron (1853), chevalier de la Légion d'honneur en 1854 pour services exceptionnels[3], conseiller à la Cour de cassation en 1863, il décède en 1872, il a un fils mort sans postérité et deux filles Madame de Vauréal et Madame Lafonta
              - Jean-Marie-Michel-Hippolyte de Gaujal (1812-1870) général de brigade, officier de la Légion d'honneur, il épouse en 1845 Léonore Cornuault, il a une fille Madame Marie-Amélie Brossier de Buros (née en 1849)
              - Antoine-Henri de Gaujal, décédé sans alliance en 1868

            - Jacques-Casimir de Gaujal, conseiller à la Cour de Limoges, chevalier de la Légion d'honneur, il décède sans alliance en 1848
            - Philippe-Maurice de Gaujal (1782-1856), maire de Millau, député (1841, 1842, 1847) et conseiller général de l'Aveyron, officier de la Légion d'honneur, il épouse Mélanie Poujade, fille du président du tribunal civil de Millau, il décède sans postérité en 1856

À rattacher
- Louis Philippe de Gaujal-Saint-Maur (1782 à Millau - 1850 à Millau), maire de Millau, conseiller général, député de l'Aveyron de 1841 à 1848

## Alliances
Les principales alliances de la famille de Gaujal sont : d'Albis, de Salvan, de Conducher (1643), de Tauriac (1654 et 1744), d'Izarn de Villefort (1676), de Rochefort, de Crozat, de Reynes, Roques, de Crespon de La Raffinie (1739), de Carbon, de Blanc de La Guizardie (1750), de Beillert, Aldebert (1766), Fabre (1809), Cornuau (1845), La Fonta ou Lafonta (1846 et 1868), Jeannel de Vauréal (1868), Brossier de Buros (1874), Ménard, Poujade.

## Armes, titres
- Armes : De gueules à une épée antique d'or ; au chef d'or chargé de trois étoiles d'azur/ (règlement d'armoiries de 1822)[1]

La branche d'Issis portait : De gueules à un chevron d'argent accompagné en chef de deux étoiles d'or et en pointe d'un souci du même/
La branche de Grandcombe portait : D'azur à une aigle éployée d'argent surmontée d'une croisette du même (armes Crozat)
- Titre : baron à titre héréditaire (1822)